# Erik Tuxen
Erik Tuxen, född 4 juli 1902 i Mannheim Tyskland, död 28 augusti 1957 i Danmark, var en dansk kompositör, musikarrangör och dirigent. Han var verksam i Sverige 1943–1944. 

## Filmmusik
- 1938 – Julia jubilerar